# Ла Керијети (Долина Аосте)
Ла Керијети је насеље у Италији у округу Долина Аосте, региону Долина Аосте.
Према процени из 2011. у насељу је живело 40 становника. Насеље се налази на надморској висини од 1114 м.